# En familie i krig
En familie i krig er en dansk dokumentarfilm fra 2004, der er instrueret af Jørgen Flindt Pedersen efter eget manuskript.

## Handling
Filmen handler om en amerikansk familie med militære traditioner, som i 2003 mister deres søn i krigen mod Saddam Hussein i Irak. Filmen følger familiemedlemmernes udvikling over et år - hvordan de søger at komme videre i et liv, som hele tiden leves i skyggen af sønnens død. Deres forskellige måder at reagere på indebærer nogle spændinger mellem dem, som kan risikere at føre krigen helt ind i familien. For moderen Roxanne bliver det en politisk vækkelse, en erkendelse af, at hun alt for længe har undskyldt sig med kun at være 'et ganske almindeligt menneske' og nu må begynde at blande sig. Filmen handler ikke bare om George W. Bushs Amerika og krigen mod Irak, men om forholdet mellem magthavere og undersåtter i det hele taget. Og om tragedien som den faktor, der på dramatisk vis tvinger mennesker til at revurdere deres liv, og som dermed også ændrer relationerne imellem dem.